# Ика
И́ка (исп. Ica) — город на юге Перу, около 300 км от столицы Лимы у побережья Тихого океана. Его население составляет примерно 260 тысяч жителей. Город является административным центром одноимённого региона Ика. Испанский колониальный город был основан в месте существовавшего индейского поселения 17 июня 1563 года Херонимо Луисом де Кабрерой как Вилла де Вальверде.
В Ике расположено два знаменитых музея. Одни из них — музей мумий доколумбовой эпохи. Второй — музей доктора Кабрера (англ. Dr. Javier Cabrera) представляет крупнейшую коллекцию так называемых Камней Ики.
В нескольких километрах от города находится оазис Уакачина, изображённый на перуанской купюре 50 соль.
16 августа 2007 город перенёс землетрясение силой в 8,0 баллов, в результате которого погибло несколько сотен жителей.

## Известные уроженцы
- Гутьеррес Аларкон, Сервуло (1914—1961) —  перуанский художник.